# Baeolophus wollweberi
Baeolophus wollweberi е вид птица от семейство Paridae.

## Разпространение
Видът е разпространен в Мексико и САЩ.